# Vela nos Jogos Olímpicos de Verão de 1932 - 8 Metre
As provas da classe 8 Metre da vela nos Jogos Olímpicos de Verão de 1932 ocorreram entre 5 e 9 de agosto daquele ano no Porto de Los Angeles, nos Estados Unidos. O programa compunha quatro regatas. Para esta classe, houve 18 velejadores, em 2 barcos, de 2 nações inscritas.

## Calendário
| ● | Competições desportivas | ● | Finais |

| Data                      | Agosto | Agosto | Agosto | Agosto |
| Data                      | 5 Sex  | 6 Sáb  | 7 Dom  | 8 Seg  |
| ------------------------- | ------ | ------ | ------ | ------ |
| 8 Metre                   | ●      | ●      | ●      | ●      |
| Total de medalhas de ouro |        |        |        | 1      |

## Configuração do curso
Os iates visitantes foram mantidos a uma distância segura dos barcos de corrida pela Guarda Costeira dos Estados Unidos. O percurso na figura a seguir foi usado durante as regatas olímpicas de 8 Metre de 1932 em todas as regatas:

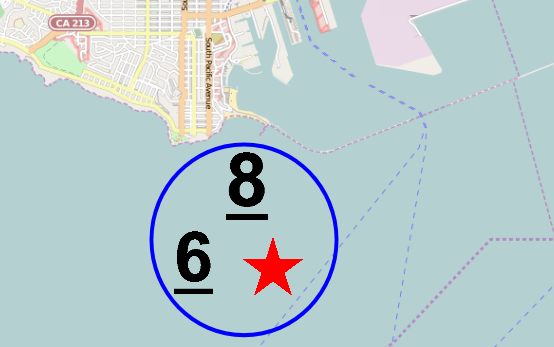
Área do curso

## Medalhistas
O grupo dos Estados Unidos Owen Churchill, John Biby, Alphonse Burnand, Kenneth Carey, William Cooper, Pierpont Davis, Carl Dorsey, John Huettner, Richard Moore, Alan Morgan, Robert Sutton e Thomas Webster finalizou a competição em primeiro lugar, conquistando a medalha de ouro. A prata ficou com os canadenses Ronald Maitland, Ernest Cribb, Peter Gordon, George Gyles, Harry Jones e Hubert Wallace. Como houve apenas duas equipes participantes, a medalha de bronze não foi distribuída.
|  | USA Estados Unidos |  | CAN Canadá                                                                        |  |        |
|  | Owen Churchill John Biby Alphonse Burnand Kenneth Carey William Cooper Pierpont Davis Carl Dorsey John Huettner Richard Moore Alan Morgan Robert Sutton Thomas Webster |  | Ronald Maitland Ernest Cribb Peter Gordon George Gyles Harry Jones Hubert Wallace |  | nenhum |

## Resultados
Estes foram os resultados da competição:
| Pos.             | Embarcação                | Tripulação | 1ª regata | 1ª regata | 2ª regata | 2ª regata | 3ª regata | 3ª regata | 4ª regata | 4ª regata | Total |
| Pos.             | Embarcação                | Tripulação | Pos.      | Pontos    | Pos.      | Pontos    | Pos.      | Pontos    | Pos.      | Pontos    | Total |
| ---------------- | ------------------------- | --- | --------- | --------- | --------- | --------- | --------- | --------- | --------- | --------- | ----- |
| Medalha de ouro  | Estados Unidos · Angelita | Owen Churchill John Biby Alphonse Burnand Kenneth Carey William Cooper Pierpont Davis Carl Dorsey John Huettner Richard Moore Alan Morgan Robert Sutton Thomas Webster | 1         | 2         | 1         | 2         | 1         | 2         | 1         | 2         | 8     |
| Medalha de prata | Canadá · Santa Maria      | Ronald Maitland Ernest Cribb Peter Gordon George Gyles Harry Jones Hubert Wallace                                                                                      | 2         | 1         | 2         | 1         | 2         | 1         | 2         | 1         | 4     |